# Archidiocèse du Cap
L'archidiocèse métropolitain du Cap est l'un des quatre archidiocèses de l'Église catholique en Afrique du Sud (en) ; il est situé dans le sud-ouest de l'Afrique du Sud. Son siège est au Cap, troisième ville du pays par le nombre d'habitants, capitale législative du pays et de la province du Cap-Occidental. 
Les diocèses suffragants sont basés à Aliwal North, De Aar, Oudtshoorn, Port Elizabeth et Queenstown. Il a été érigé en archidiocèse le 11 janvier 1951, à partir du vicariat apostolique du Cap. 
Le siège est actuellement vacant, depuis le 28 octobre 2024 et la nomination de Stephen Brislin comme archevêque de Johannesburg. L'archevêque siège à la cathédrale Sainte-Marie-de-la-Fuite-en-Égypte. 

## Statistiques
- Nombre de baptisés : 33 464 (1950) ; 55 039 (1959) ; 96 343 (1970) ; 192 000 (1990) ; 193 810 (2000) ; 213 677 (2006)
- Nombre de prêtres : 80 (1950) ; 90 (1959) ; 144 (1970) ; 112 (1990) ; 122 (2000) ; 117 (2006)

## Provinces
La province ecclésiastique comprend l'archidiocèse du métropolite et les sièges suffragants suivants :
- Diocèse d'Aliwal
- Diocèse de De Aar
- Diocèse d'Oudtshoorn
- Diocèse de Port Elizabeth
- Diocèse de Queenstown.

## Ordinaires
- Patrick Raymond Griffith, O.P. † (30 juillet 1847 - 18 juin 1862 décédé)
- Thomas Grimley † (19 juin 1862 - 29 janvier 1871 décédé)
- John Leonard † (1er octobre 1872 - 19 février 1908 décédé)
- John Rooney † (19 février 1908 - décembre 1924 à la retraite)
- Bernard Cornelius O'Riley † (15 juillet 1925 - 6 juin 1932 démission)
- Franziskus (Francis) Hennemann, S.A.C. † (30 juin 1933 - 12 novembre 1949 démission pour raison de santé)
- Owen McCann † (12 mars 1950 - 20 octobre 1984 à la retraite)
- Stephen Naidoo, C.SS.R. † (20 octobre 1984 - 1er juillet 1989 décédé)
- Lawrence Patrick Henry (7 juillet 1990 - 18 décembre 2009 à la retraite)
- Stephen Brislin, (18 décembre 2009 - 28 octobre 2024 nommé archevêque de Johannesburg)

## Autres archidiocèses de l'Église catholique en Afrique du Sud
- Archidiocèse de Bloemfontein
- Archidiocèse de Durban
- Archidiocèse de Johannesburg
- Archidiocèse de Pretoria
- Ordinariat militaire d'Afrique du Sud
  - Direction : l'archevêque Dabula Anthony Mpako nommé le 30 avril 2019.